# 瑪麗·凱莉
瑪麗·愛倫·庫克（英語：Mary Ellen Cook，1980年6月15日—）是一位美國女前色情演員、模特兒、電台主持人、電影導演和政客。

## 生平

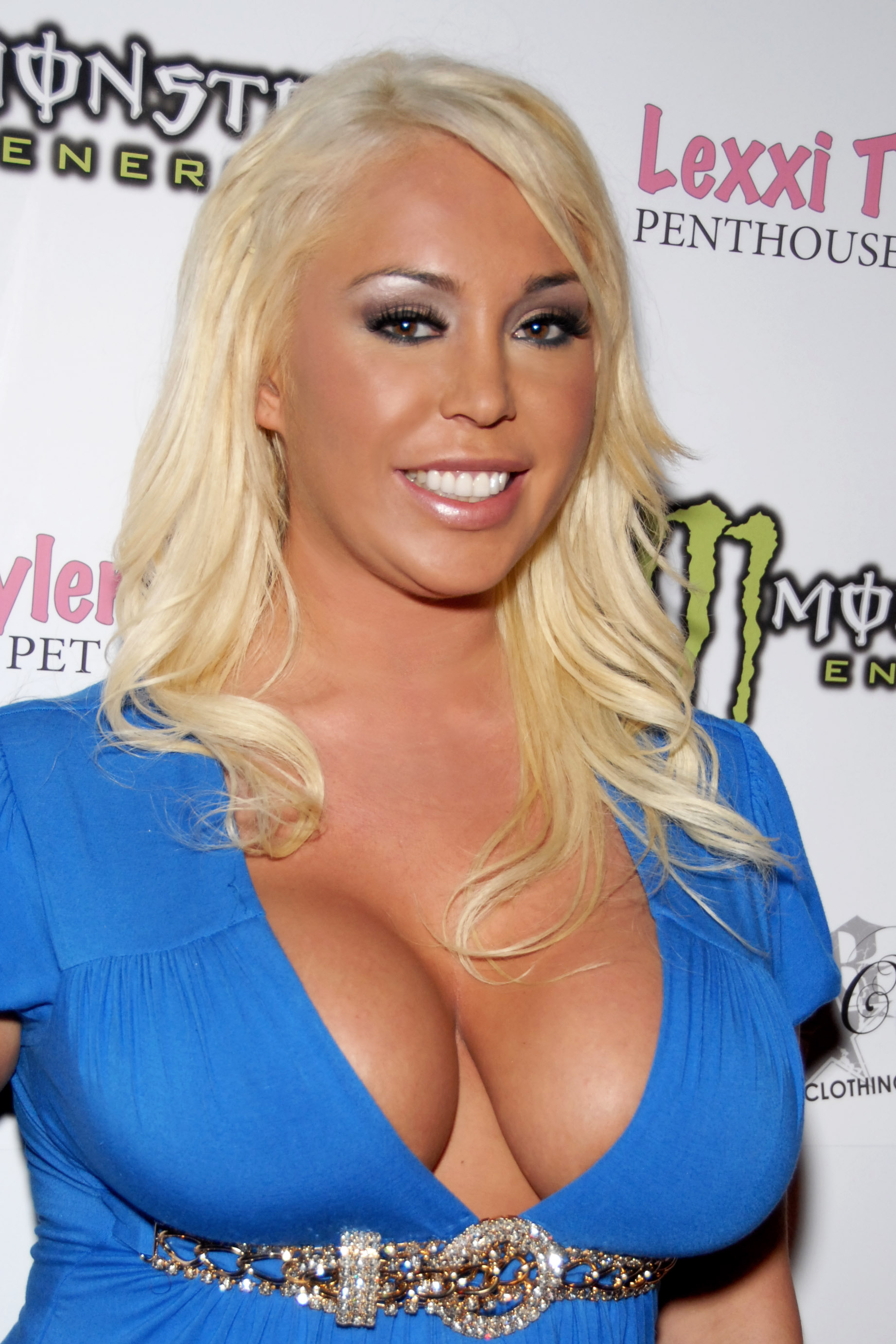
瑪麗·凱莉參加2009年5月2日在加利福尼亞州好萊塢舉行的網站發布會。

瑪麗·凱莉出生於俄亥俄州克里夫蘭。
2003年時，瑪麗·凱莉競選美國加州州長，一時成為各方媒體關注的焦點，最終因為票數極低而落選。2005年6月14日時，受到布希總統的邀請，參加了白宮的晚宴，成為美國歷史上第一位與總統共進晚宴的色情演員。2006年8月，凱莉再度參選加州州長，後來以必須到佛羅里達州照顧上月跳樓重傷住院的母親為由退選。
其在接受採訪時自曝，和NBA球星德懷特·霍華德交往已經有些日子了，他們又互通短信，此亦成為了二人交往的證據。
2021年4月，凱莉宣布計劃參加2021年加州州長罷免選舉，以競選州長。

## 獎項
- 2004年 成人影帶新聞 – Best Overall Marketing Campaign (Individual Project) – Mary Carey Campaign[5]
- 2004年 福克斯獎（英语：FOXE Award） – Vixen of the Year[6]
- 2004年 成人電影評論家組織獎（英语：XRCO Award） – Mainstream's Adult Media Favorite[7]
- 2006年 成人影帶新聞獎 – Best Overall Marketing Campaign (Individual Project) – Mary Carey's Dinner with President Bush[8]
- 2013年 成人影帶新聞獎名人堂（英语：List of members of the AVN Hall of Fame）成員[9]

## 外部連結
- 官方网站
- Mary Carey在網際網路成人電影資料庫
- 成人電影資料庫上Mary Carey的资料（英文）
- Mary Carey在互联网电影资料库（IMDb）上的資料（英文）
- 瑪麗·凱莉的X（前Twitter）
- 瑪麗·凱莉的MySpace主頁
- Interview: 瑪麗·凱莉 （页面存档备份，存于） (Badmouth.net)
- Interview （页面存档备份，存于）
- Interviews at LukeIsBack.com （页面存档备份，存于）